# Società Sportiva Lazio 1969-1970
Questa voce raccoglie le informazioni riguardanti la Società Sportiva Lazio nelle competizioni ufficiali della stagione 1969-1970.

## Stagione
Nella stagione 1969-1970, la Lazio disputa il campionato di Serie A, ottenendo l'ottava posizione con 29 punti in classifica. Lo scudetto viene vinto dal Cagliari con 45 punti, davanti all'Inter che chiude a 41 punti. Retrocedono in Serie B il Brescia ed il Palermo con 20 punti, ed il Bari con 19 punti.

La squadra in campo con la seconda divisa bianca

La squadra laziale, neopromossa, torna a giocare allo stadio Olimpico, dopo aver disputato la Serie B allo stadio Flaminio, e, affidata agli allenatori Juan Carlos Lorenzo e Roberto Lovati, si schiera con il giovane centravanti Giorgio Chinaglia, prelevato dall'Internapoli, militante in Serie C, che si rivela la gradita sorpresa di questa stagione siglando 14 reti, di cui 12 in campionato e 2 in Mitropa Cup. Con lui, sempre dalla squadra campana, arriva Giuseppe Wilson, prezioso jolly difensivo, che viene affiancato all'esperto Rino Marchesi.
In campionato, la Lazio ottiene 29 punti su 30 partite giocate, disputando un onorevole torneo di metà classifica. In Coppa Italia, inserita nel girone numero 8, cede il passo ai cugini romanisti, perdendo il derby a tavolino (2-0), venendo così eliminata, al pari di Perugia e Ternana. Nella Mitropa Cup, infine, le Aquile vengono estromesse al primo turno ad opera degli ungheresi della Honved di Budapest.

## Organigramma societario
Area direttiva
- Presidente: Umberto Lenzini

Area tecnica
- Direttore tecnico: Juan Carlos Lorenzo
- Allenatore: Roberto Lovati

## Rosa
| N. |                   | Ruolo | Calciatore           |
| -- | ----------------- | ----- | -------------------- |
|    | Italia (bandiera) | P     | Andrea Chini         |
|    | Italia (bandiera) | P     | Rosario Di Vincenzo  |
|    | Italia (bandiera) | P     | Giorgio Fiorucci     |
|    | Italia (bandiera) | P     | Michelangelo Sulfaro |
|    | Italia (bandiera) | D     | Pietro Adorni        |
|    | Italia (bandiera) | D     | Sergio De Luca       |
|    | Italia (bandiera) | D     | Marcello Diomedi     |
|    | Italia (bandiera) | D     | Mario Facco          |
|    | Italia (bandiera) | D     | Giancarlo Oddi       |
|    | Italia (bandiera) | D     | Pierluigi Pagni      |
|    | Italia (bandiera) | D     | Giuseppe Papadopulo  |
|    | Italia (bandiera) | D     | Luigi Polentes       |
|    | Italia (bandiera) | D     | Carlo Soldo          |
|    | Italia (bandiera) | D     | Giuseppe Wilson      |
|    | Italia (bandiera) | C     | Francesco Casisa     |

| N. |                      | Ruolo | Calciatore          |
| -- | -------------------- | ----- | ------------------- |
|    | Italia (bandiera)    | C     | Piero Cucchi        |
|    | Italia (bandiera)    | C     | Arrigo Dolso        |
|    | Italia (bandiera)    | C     | Nello Governato     |
|    | Italia (bandiera)    | C     | Rino Marchesi       |
|    | Italia (bandiera)    | C     | Alberto Mari        |
|    | Italia (bandiera)    | C     | Giuseppe Massa      |
|    | Italia (bandiera)    | C     | Ferruccio Mazzola   |
|    | Italia (bandiera)    | C     | Franco Nanni        |
|    | Italia (bandiera)    | A     | Romano Bagatti      |
|    | Italia (bandiera)    | A     | Giorgio Chinaglia   |
|    | Italia (bandiera)    | A     | Costantino Fava     |
|    | Italia (bandiera)    | A     | Giuliano Fortunato  |
|    | Italia (bandiera)    | A     | Gian Piero Ghio     |
|    | Argentina (bandiera) | A     | Juan Carlos Morrone |
|    | Italia (bandiera)    | A     | Mario Tomy          |

## Calciomercato

### Sessione estiva
| Acquisti | Acquisti             | Acquisti       | Acquisti      |
| R.       | Nome                 | da             | Modalità      |
| -------- | -------------------- | -------------- | ------------- |
| P        | Michelangelo Sulfaro | Sambenedettese | definitivo    |
| P        | Giorgio Fiorucci     | Ponte Felcino  | definitivo    |
| D        | Ivan Chiossi         | Lucchese       | definitivo    |
| D        | Sergio De Luca       | Alessandria    | fine prestito |
| D        | Giovanni Masiello    | Chieti         | fine prestito |
| D        | Giancarlo Oddi       | Sora           | fine prestito |
| D        | Pierluigi Pagni      | SPAL           | fine prestito |
| D        | Giuseppe Papadopulo  | Livorno        | definitivo    |
| D        | Giuseppe Wilson      | Internapoli    | definitivo    |
| C        | Alberto Mari         | Sambenedettese | fine prestito |
| A        | Giancarlo Bellisari  | Messina        | fine prestito |
| A        | Giorgio Chinaglia    | Internapoli    | definitivo    |
| A        | Costantino Fava      | Perugia        | fine prestito |
| A        | Gaetano Stellone     | Barletta       | definitivo    |

| Cessioni | Cessioni             | Cessioni       | Cessioni      |
| R.       | Nome                 | a              | Modalità      |
| -------- | -------------------- | -------------- | ------------- |
| P        | Pietro Fioravanti    | Juventus       | fine prestito |
| P        | Corrado Leardi       | Varese         | definitivo    |
| D        | Pietro Fontana       | Ternana        | definitivo    |
| D        | Vincenzo Martella    | Internapoli    | definitivo    |
| D        | Giovanni Masiello    | Mantova        | definitivo    |
| D        | Guido Onor           | Juventus       | fine prestito |
| D        | Ezio Paparelli       | Savona         | definitivo    |
| D        | Diego Zanetti        | L.R. Vicenza   | definitivo    |
| C        | Giuseppe Lorenzetti  | Livorno        | comproprietà  |
| C        | Elio Rinero          | Juventus       | fine prestito |
| A        | Pasquale Di Giovanni | Alessandria    | definitivo    |
| A        | Claudio Di Pucchio   | Sambenedettese | prestito      |
| A        | Costantino Fava      | Livorno        | comproprietà  |
| A        | Luigi Pazzelli       | Trapani        | comproprietà  |

### Sessione autunnale
| Acquisti | Acquisti         | Acquisti    | Acquisti     |
| R.       | Nome             | da          | Modalità     |
| -------- | ---------------- | ----------- | ------------ |
| D        | Luigi Polentes   | Perugia     | definitivo   |
| C        | Francesco Casisa | Ternana     | definitivo   |
| C        | Franco Nanni     | Trapani     | comproprietà |
| A        | Mario Tomy       | Alessandria | definitivo   |

| Cessioni | Cessioni            | Cessioni       | Cessioni      |
| R.       | Nome                | a              | Modalità      |
| -------- | ------------------- | -------------- | ------------- |
| D        | Pietro Adorni       | Piacenza       | definitivo    |
| D        | Ivan Chiossi        | Perugia        | prestito      |
| D        | Sergio De Luca      | Alessandria    | comproprietà  |
| D        | Pierluigi Pagni     |                | fine carriera |
| D        | Carlo Soldo         | Monza          | comproprietà  |
| C        | Piero Cucchi        | Ternana        | definitivo    |
| C        | Arrigo Dolso        | Monza          | prestito      |
| C        | Mario Marchetti     | Alessandria    | comproprietà  |
| C        | Alberto Mari        | VJS Velletri   | definitivo    |
| A        | Romano Bagatti      | Alessandria    | prestito      |
| A        | Giancarlo Bellisari | Sambenedettese | prestito      |
| A        | Gaetano Stellone    | Pescara        | comproprietà  |

### Sessione primaverile[14]
| Acquisti | Acquisti         | Acquisti | Acquisti                 |
| R.       | Nome             | da       | Modalità                 |
| -------- | ---------------- | -------- | ------------------------ |
| D        | Marcello Diomedi | Bari     | prestito                 |
| A        | Costantino Fava  | Livorno  | risoluzione comproprietà |

| Cessioni | Cessioni | Cessioni | Cessioni |
| R.       | Nome     | a        | Modalità |
| -------- | -------- | -------- | -------- |

## Risultati

### Serie A

#### Girone di andata
| Arbitro: | Di Tonno (Lecce) |

|           |           |              |
| Soldo 47’ | Marcatori | 42’ Moschino |

| Arbitro: | De Marchi (Pordenone) |

|                |           |  |
| G. Savoldi 41’ | Marcatori |  |

| Arbitro: | Angonese (Mestre) |

|               |           |  |
| Chinaglia 62’ | Marcatori |  |

| Arbitro: | Carminati (Milano) |

|              |           |  |
| Brugnera 63’ | Marcatori |  |

| Arbitro: | Vacchini (Milano) |

|          |           |  |
| Ghio 32’ | Marcatori |  |

| Arbitro: | Torelli (Milano) |

|                                                         |           |             |
| Governato 17’ Cucchi 21’ Chinaglia 27’, 82’ Morrone 66’ | Marcatori | 3’ Chiarugi |

| Arbitro: | Toselli (Cormons) |

|                            |           |             |
| Spinosi 64’ F. Landini 73’ | Marcatori | 90+1’ Massa |

| Arbitro: | Giunti (Arezzo) |

|           |           |  |
| Massa 45’ | Marcatori |  |

| Arbitro: | Picasso (Chiavari) |

|            |           |              |
| Ferrari 1’ | Marcatori | 9’ Chinaglia |

| Arbitro: | Barbaresco (Cormons) |

|                                                 |           |  |
| S. Mazzola 4’ Bertini 63’ (rig.) Boninsegna 75’ | Marcatori |  |

| Arbitro: | Gonella (Torino) |

|  |           |                         |
|  | Marcatori | 8’ Barison 45’ Altafini |

| Arbitro: | Torelli (Milano) |

|  |           |             |
|  | Marcatori | 69’ D'Amato |

| Arbitro: | Francescon (Padova) |

|                                   |           |           |
| Salvadore 45’ Leonardi 73’ (rig.) | Marcatori | 86’ Massa |

| Bari 28 dicembre 1969 14ª giornata | Bari           | 0 – 0 referto | Lazio | Stadio della Vittoria\| Arbitro: \| Monti (Ancona) \| |
| Arbitro:                           | Monti (Ancona) |               |       |                                                       |

| Arbitro: | Toselli (Cormons) |

|               |           |  |
| Chinaglia 68’ | Marcatori |  |

#### Girone di ritorno
| Arbitro: | Branzoni (Pavia) |

|                                                        |           |  |
| Sulfaro 32’ (aut.) Facchinello 52’ Moschino 80’ (rig.) | Marcatori |  |

| Arbitro: | Di Tonno (Lecce) |

|               |           |  |
| Chinaglia 86’ | Marcatori |  |

| Arbitro: | De Robbio (Torre Annunziata) |

|                                 |           |  |
| Fogli 26’ Sormani 59’ Prati 68’ | Marcatori |  |

| Arbitro: | Francescon (Padova) |

|  |           |                         |
|  | Marcatori | 55’ Domenghini 80’ Riva |

| Arbitro: | Monti (Ancona) |

|  |           |                               |
|  | Marcatori | 30’ Ghio 59’ (aut.) Garbarini |

| Arbitro: | Mascali (Desenzano del Garda) |

|                          |           |  |
| Amarildo 9’ Ferrante 19’ | Marcatori |  |

| Arbitro: | De Marchi (Pordenone) |

|               |           |                    |
| Fortunato 48’ | Marcatori | 60’ (rig.) Capello |

| Arbitro: | De Robbio (Torre Annunziata) |

|                                |           |             |
| Vitali 37’ (rig.) N. Scala 76’ | Marcatori | 33’ Morrone |

| Arbitro: | Torelli (Milano) |

|                                            |           |  |
| F. Mazzola 21’ Ghio 33’ Chinaglia 44’, 71’ | Marcatori |  |

| Arbitro: | Francescon (Padova) |

|                                  |           |                |
| Chinaglia 39’ Ghio 64’ Massa 89’ | Marcatori | 72’ Boninsegna |

| Arbitro: | Gonella (Torino) |

|                |           |               |
| Manservisi 35’ | Marcatori | 16’ Chinaglia |

| Arbitro: | Michelotti (Parma) |

|            |           |              |
| Clerici 1’ | Marcatori | 44’ Polentes |

| Arbitro: | Picasso (Chiavari) |

|                               |           |  |
| Ghio 52’ Chinaglia 74’ (rig.) | Marcatori |  |

| Arbitro: | Bianchi (Firenze) |

|                                                      |           |            |
| F. Mazzola 26’ Fortunato 60’ Massa 88’ Chinaglia 90’ | Marcatori | 66’ Pienti |

| Brescia 26 aprile 1970 30ª giornata | Brescia                   | 0 – 0 referto | Lazio | Stadio Mario Rigamonti\| Arbitro: \| Campanini (Finale Emilia) \| |
| Arbitro:                            | Campanini (Finale Emilia) |               |       |                                                                   |

### Coppa Italia

#### Primo turno
| Arbitro: | Panzino (Catanzaro) |

|               |           |  |
| Innocenti 86’ | Marcatori |  |

| Terni 3 settembre 1969 2ª giornata | Ternana                       | 0 – 0 | Lazio | Stadio Libero Liberati\| Arbitro: \| Mascali (Desenzano del Garda) \| |
| Arbitro:                           | Mascali (Desenzano del Garda) |       |       |                                                                       |

| Arbitro: | Lo Bello (Siracusa) |

|  |           |           |
|  | Marcatori | 35’ Peirò |

### Coppa Mitropa
| Arbitro: | Horvath |

|                   |           |               |
| Kocsis 46’ (rig.) | Marcatori | 45’ Chinaglia |

| Arbitro: | Kalas |

|               |           |                     |
| Chinaglia 33’ | Marcatori | 2’ Kocsis 27’ Tichy |

### Coppa Anglo-Italiana
| Arbitro: | Picasso |

|                                           |           |          |
| Tueart 15’ Kerr 24’ Papadopulo 66’ (aut.) | Marcatori | 48’ Ghio |

| Arbitro: | Carminati |

|            |           |  |
| Bailey 63’ | Marcatori |  |

| Arbitro: | Lyden |

|                      |           |           |
| Mazzola 52’ Ghio 66’ | Marcatori | 68’ Jones |

| Arbitro: | Hill |

|               |           |  |
| Ghio 41’, 63’ | Marcatori |  |

### Coppa delle Alpi
| Arbitro: | Michelotti |

|                                    |           |                                  |
| Luttrop 17’ Hansen 33’ Tippelt 70’ | Marcatori | 2’ Facco 21’ Chinaglia 79’ Massa |

| Arbitro: | Schneuwly |

|  |           |                       |
|  | Marcatori | 5’ Ghio 12’ Chinaglia |

| Arbitro: | Bucheli |

|  |           |                             |
|  | Marcatori | 29’ Ghio 53’, 89’ Chinaglia |

| Arbitro: | Giunti |

|                      |           |                           |
| Wenger 72’, 73’, 85’ | Marcatori | 71’, 90’ (rig.) Chinaglia |

## Statistiche

### Statistiche di squadra
| Competizione         | Punti | In casa | In casa | In casa | In casa | In casa | In casa | In trasferta | In trasferta | In trasferta | In trasferta | In trasferta | In trasferta | Totale | Totale | Totale | Totale | Totale | Totale | DR |
| Competizione         | Punti | G       | V       | N       | P       | Gf      | Gs      | G            | V            | N            | P            | Gf           | Gs           | G      | V      | N      | P      | Gf     | Gs     | DR |
| -------------------- | ----- | ------- | ------- | ------- | ------- | ------- | ------- | ------------ | ------------ | ------------ | ------------ | ------------ | ------------ | ------ | ------ | ------ | ------ | ------ | ------ | -- |
| Serie A              | 29    | 15      | 10      | 2       | 3       | 25      | 10      | 15           | 1            | 5            | 9            | 8            | 22           | 30     | 11     | 7      | 12     | 33     | 32     | +1 |
| Coppa Italia         | 1     | 1       | 0       | 0       | 1       | 0       | 3       | 2            | 0            | 1            | 1            | 0            | 1            | 3      | 0      | 1      | 2      | 0      | 4      | -4 |
| Coppa Mitropa        |       | 1       | 0       | 0       | 1       | 1       | 2       | 1            | 0            | 1            | 0            | 1            | 1            | 2      | 0      | 1      | 1      | 2      | 3      | -1 |
| Coppa Anglo-Italiana | 9     | 2       | 2       | 0       | 0       | 4       | 1       | 2            | 0            | 0            | 2            | 1            | 4            | 4      | 2      | 0      | 2      | 5      | 5      | 0  |
| Coppa delle Alpi     | 5     | 0       | 0       | 0       | 0       | 0       | 0       | 4            | 2            | 1            | 1            | 10           | 6            | 4      | 2      | 1      | 1      | 10     | 6      | +4 |
| Totale               |       | 19      | 12      | 2       | 5       | 30      | 16      | 24           | 3            | 8            | 13           | 20           | 34           | 43     | 15     | 10     | 18     | 50     | 50     | 0  |

### Statistiche dei giocatori
Nel conteggio delle reti realizzate si aggiunga un'autorete a favore in campionato.
Nel conteggio delle reti subite si aggiungano due reti attribuite a tavolino in Coppa Italia.
| Giocatore      | Serie A  | Serie A | Coppa Italia | Coppa Italia | Coppa Mitropa | Coppa Mitropa | Coppa Anglo-Italiana+Coppa delle Alpi | Coppa Anglo-Italiana+Coppa delle Alpi | Totale   | Totale |
| Giocatore      | Presenze | Reti    | Presenze     | Reti         | Presenze      | Reti          | Presenze                              | Reti                                  | Presenze | Reti   |
| -------------- | -------- | ------- | ------------ | ------------ | ------------- | ------------- | ------------------------------------- | ------------------------------------- | -------- | ------ |
| P. Adorni      | -        | -       | -            | -            | -             | -             | -                                     | -                                     | -        | -      |
| R. Bagatti     | -        | -       | -            | -            | -             | -             | -                                     | -                                     | -        | -      |
| F. Casisa      | 5        | 0       | -            | -            | -             | -             | -                                     | -                                     | 5        | 0      |
| G. Chinaglia   | 28       | 12      | 1            | 0            | 2             | 2             | 3+4                                   | 0+6                                   | 38       | 20     |
| A. Chini       | -        | -       | -            | -            | -             | -             | -                                     | -                                     | -        | -      |
| I. Chiossi     | -        | -       | -            | -            | -             | -             | -                                     | -                                     | -        | -      |
| P. Cucchi      | 7        | 1       | 3            | 0            | -             | -             | -                                     | -                                     | 10       | 1      |
| S. De Luca     | -        | -       | -            | -            | -             | -             | -                                     | -                                     | -        | -      |
| R. Di Vincenzo | 16       | -14     | 3            | -2           | -             | -             | 1+4                                   | -3+-5                                 | 24       | -24    |
| M. Diomedi     | -        | -       | -            | -            | -             | -             | 2+-                                   | 0+-                                   | 2        | 0      |
| A. Dolso       | 3        | 0       | -            | -            | 1             | 0             | -                                     | -                                     | 4        | 0      |
| M. Facco       | 18       | 0       | 3            | 0            | 2             | 0             | 3+4                                   | 0+1                                   | 30       | 1      |
| C. Fava        | -        | -       | -            | -            | -             | -             | -                                     | -                                     | -        | -      |
| G. Fiorucci    | -        | -       | -            | -            | -             | -             | -                                     | -                                     | -        | -      |
| G. Fortunato   | 20       | 2       | 3            | 0            | 1             | 0             | 2+-                                   | 0+-                                   | 26       | 2      |
| G. Ghio        | 25       | 5       | 2            | 0            | 2             | 0             | 4+3                                   | 4+2                                   | 36       | 11     |
| N. Governato   | 24       | 1       | 1            | 0            | 2             | 0             | 4+3                                   | 0+0                                   | 34       | 1      |
| R. Marchesi    | 30       | 0       | 3            | 0            | 2             | 0             | 4+4                                   | 0+0                                   | 43       | 0      |
| M. Marchetti   | -        | -       | -            | -            | -             | -             | -                                     | -                                     | -        | -      |
| A. Mari        | -        | -       | -            | -            | -             | -             | -                                     | -                                     | -        | -      |
| G. Massa       | 27       | 5       | 3            | 0            | 2             | 0             | 4+4                                   | 0+1                                   | 40       | 6      |
| F. Mazzola     | 23       | 2       | 3            | 0            | 1             | 0             | 3+4                                   | 1+0                                   | 34       | 3      |
| J.C. Morrone   | 22       | 2       | 3            | 0            | 2             | 0             | 3+-                                   | 0+-                                   | 30       | 2      |
| F. Nanni       | 6        | 0       | -            | -            | -             | -             | 2+3                                   | 0+0                                   | 11       | 0      |
| G. Oddi        | 3        | 0       | -            | -            | -             | -             | -+1                                   | -+0                                   | 4        | 0      |
| P. Pagni       | -        | -       | -            | -            | -             | -             | -                                     | -                                     | -        | -      |
| G. Papadopulo  | 22       | 0       | 3            | 0            | 1             | 0             | 4+4                                   | 0+0                                   | 34       | 0      |
| L. Polentes    | 18       | 1       | -            | -            | 1             | 0             | 2+3                                   | 0+0                                   | 24       | 1      |
| C. Soldo       | 7        | 1       | 3            | 0            | 1             | 0             | -                                     | -                                     | 11       | 1      |
| G. Stellone    | -        | -       | -            | -            | -             | -             | -                                     | -                                     | -        | -      |
| M. Sulfaro     | 16       | -18     | 2            | -3           | -             | -             | 3+-                                   | -2+-                                  | 21       | -23    |
| M. Tomy        | 4        | 0       | -            | -            | 1             | 0             | 2+2                                   | 0+0                                   | 9        | 0      |
| G. Wilson      | 28       | 0       | 1            | 0            | 2             | 0             | 4+4                                   | 0+0                                   | 39       | 0      |

## Riserve
La squadra riserve della Lazio ha disputato nella stagione 1969-1970 il Campionato De Martino.

## Rosa
| N. |                   | Ruolo | Calciatore              |
| -- | ----------------- | ----- | ----------------------- |
|    | Italia (bandiera) | P     | Andrea Chini            |
|    | Italia (bandiera) | P     | Rosario Di Vincenzo     |
|    | Italia (bandiera) | P     | Giorgio Fiorucci        |
|    | Italia (bandiera) | P     | Alberto Marsili         |
|    | Italia (bandiera) | P     | Michelangelo Sulfaro    |
|    | Italia (bandiera) | D     | Pietro Aleandri         |
|    | Italia (bandiera) | D     | Romano Roberto Barbieri |
|    | Italia (bandiera) | D     | Andrea Carratoni        |
|    | Italia (bandiera) | D     | Ivan Chiossi            |
|    | Italia (bandiera) | D     | Glauco Cozzi            |
|    | Italia (bandiera) | D     | Sergio De Luca          |
|    | Italia (bandiera) | D     | Mario Facco             |
|    | Italia (bandiera) | D     | Tommaso Frau            |
|    | Italia (bandiera) | D     | Giancarlo Oddi          |
|    | Italia (bandiera) | D     | Giuseppe Papadopulo     |
|    | Italia (bandiera) | D     | Alberto Perotti         |
|    | Italia (bandiera) | D     | Luigi Polentes          |
|    | Italia (bandiera) | D     | Maurizio Ronda          |
|    | Italia (bandiera) | D     | Mauro Vicari            |
|    | Italia (bandiera) | D     | Roberto Vitangeli       |
|    | Italia (bandiera) | D     | Giuseppe Wilson         |
|    | Italia (bandiera) | C     | Michele Anania          |
|    | Italia (bandiera) | C     | Mauro Bianchi           |
|    | Italia (bandiera) | C     | Bonetti                 |
|    | Italia (bandiera) | C     | Francesco Casisa        |

| N. |                      | Ruolo | Calciatore            |
| -- | -------------------- | ----- | --------------------- |
|    | Italia (bandiera)    | C     | Enrico Concari        |
|    | Italia (bandiera)    | C     | Arrigo Dolso          |
|    | Italia (bandiera)    | C     | Luigi Ferioli         |
|    | Italia (bandiera)    | C     | Temistocle Forti      |
|    | Italia (bandiera)    | C     | Roberto Gagliardi     |
|    | Italia (bandiera)    | C     | Nello Governato       |
|    | Italia (bandiera)    | C     | Mario Marchetti       |
|    | Italia (bandiera)    | C     | Giuseppe Massa        |
|    | Italia (bandiera)    | C     | Ferruccio Mazzola     |
|    | Italia (bandiera)    | C     | Ovidio Michelin       |
|    | Italia (bandiera)    | C     | Franco Nanni          |
|    | Italia (bandiera)    | C     | Maururizio Rocchetti  |
|    | Italia (bandiera)    | C     | Maurizio Rossi        |
|    | Italia (bandiera)    | A     | Giorgio Chinaglia     |
|    | Italia (bandiera)    | A     | Francesco Cinquepalmi |
|    | Italia (bandiera)    | A     | Antonio Cordaro       |
|    | Italia (bandiera)    | A     | Giuliano Fortunato    |
|    | Italia (bandiera)    | A     | Gian Piero Ghio       |
|    | Italia (bandiera)    | A     | Luciano Gozzi         |
|    | Italia (bandiera)    | A     | Giuliano Marchionni   |
|    | Italia (bandiera)    | A     | Adone Mariotti        |
|    | Argentina (bandiera) | A     | Juan Carlos Morrone   |
|    | Italia (bandiera)    | A     | Gaetano Stellone      |
|    | Italia (bandiera)    | A     | Mario Tomy            |
|    | Italia (bandiera)    | A     | Massimo Vulpiani      |